# Гилинский, Яков Ильич
Я́ков Ильи́ч Гили́нский (род. 16 июня, 1934, Ленинград, СССР) — советский и российский криминолог и социолог, доктор юридических наук, профессор. Долгое время был членом Транснациональной радикальной партии, решительно выступал за широкую защиту прав и свобод геев и лесбиянок и поддерживал декриминализацию оборота наркотиков в России.

## Биография
Родился в 1934 году в семье смешанного происхождения (еврей по отцу).
В 1952 году окончил среднюю школу № 281 в Ленинграде, в 1957 году — юридический факультет Ленинградского государственного университета. В 1958 году стал адвокатом Ленинградской областной коллегии адвокатов.
В 1967 году защитил диссертацию на соискание учёной степени кандидата юридических наук по теме «Исполнение приговора как стадия советского уголовного процесса». В 1986 году защитил диссертацию на соискание учёной степени доктора юридических наук по теме «Социологическое исследование преступности и иных антиобщественных проявлений (вопросы теории и методики)». Профессор Российского государственного педагогического университета имени А.И. Герцена.
В 2009 году Я.И. Гилинского уволили из Института социологии РАН, в котором он возглавлял сектор социологии девиантности и социального контроля.

## Научная деятельность
Автор и соавтор более 200 публикаций (в основном по криминологии и социологии).
Является активным критиком термина «личность преступника».

## Основные труды
на русском языке
- Криминология: теория, история, эмпирическая база, социальный контроль. — СПб.: Питер, 2002. — 377 с. — (Учебник для вузов). ISBN 5-94723-074-7
  -  — 2-е изд., перераб. и доп. — СПб.: Юридический центр Пресс, 2009. — 501, [1] с. — (Теория и практика уголовного права и уголовного процесса/ Ассоц. Юридический центр [и др.]). ISBN 978-5-94201-574-2
- Девиантология = Deviantology : социология преступности, наркотизма, проституции, самоубийств и других «отклонений». — СПб.: Юрид. центр Пресс, 2004 (Акад. тип. Наука РАН). — 518 с. — (Политика и право / Ассоц. Юрид. центр). ISBN 5-94201-320-9
  -  — 2-е изд., испр. и доп. — СПб.: Изд-во Р. Асланова: Юридический центр Пресс, 2007. — 525, — (Политика и право). ISBN 978-5-94201-520-6
- Девиантность, преступность, социальный контроль: Избранные статьи. — СПб.: Юридический центр Пресс, 2004. — 322 с. — ISBN 5942013918.
- Глобализация, девиантность, социальный контроль: сборник статей. — СПб.: ДЕАН, 2009. — 331 с. ISBN 978-5-93630-760-7
- Девиантность в обществе постмодерна. — СПб.: Алетейя, 2021.
- Криминология постмодерна (неокриминология). — СПб.: Алетейя, 2021.
- Онтологический трагизм бытия. — СПб.: Алетейя, 2023.

на других языках
- Crime and deviance: stare from Russia / Yakov Gilinskiy; Russ. acad. of sciences. Inst. of sociology. St. Petersburg branch etc. — St. Petersburg, 2000. — 223 с. ISBN 5-85991-039-8

## Интервью
- Яков Гилинский и Лев Шлосберг: «Преступление и наказание» / Люди мира // ГражданинЪ TV. 3 апреля 2024.